# Опитування
Опи́тування, о́пит — це метод збору соціологічної інформації про досліджуваний об'єкт під час безпосереднього (усне опитування, інтерв'ю) або опосередкованого (письмове опитування, анкетування) спілкування того хто опитує з респондентом. Опитування бувають соціологічні, політологічні, маркетингові, психологічні — залежно від предмету дослідження. Залежно від кількості опитуваних (вибірки, вибіркової сукупності) вони також можуть бути масовими, вибірковими, індивідуальними, експертними. Також використовується для вимірювання «громадської думки» з різних питань.

## Загальні відомості
Опитування можна розглядати як один із найпоширеніших методів отримання інформації про суб'єктів — респондентів. Опитування полягає в задаванні людям спеціальних запитань, відповіді на які дозволяють дослідникові отримати необхідні відомості залежно від завдань дослідження. До особливостей опитування можна зарахувати його масовість, що викликане специфікою завдань, які ним вирішуються.
Опитування поділяються на стандартизовані і нестандартизовані. Стандартизовані опитування можна розглядати як суворі опитування, що дають перш за все загальне уявлення про досліджувану проблему. Нестандартизовані опитування менш суворі порівняно зі стандартизованими, в них відсутні суворі рамки. Вони дають змогу левітувати поведінку дослідника залежно від реакції респондентів на питання.
При створенні опитувань спочатку формулюють програмні питання, відповідні рішенню задачі, проте які доступні для розуміння лише фахівцям. Потім ці питання переводяться в анкетні і є сформульованими доступною неспеціалізованою мовою.

## Види, форма і зміст опитувань
Види опитувань:
- Усне опитування (фронтальний, індивідуальний або груповий), письмове (короткочасними (10—15 хв) і тривалими (90 хв))
- Інтерв'ювання
- Анкетування
- Масові опитування
- Експертні опитування

Зміст:
- Репродуктивний
- Реконструктивний
- Творчі питання й завдання

## Питання

### Правила складання питань
- Кожне питання має бути логічним, окремим і суміщати окремі підпитання.
- Заборонено вживати мало поширені, малозрозумілі слова і спеціальні терміни.
- Питання мають бути короткими.
- При необхідності питання може супроводитися поясненням, але саме формулювання повинне залишатися лаконічним.
- Питання мають бути конкретними, а не абстрактними.
- Питання не повинні містити підказку. Якщо в ньому згадані можливі варіанти відповідей, то їх список слід давати повним.
- Формулювання питання повинне запобігати отриманню шаблонних відповідей.
- Питання не повинні примушувати респондентів до неприємних для них відповідей.
- Мова питань не повинна викликати огиду (наприклад, бути дуже експресивною).
- Недопустимі сугестивні питання[2].

### Послідовність питань
- Скрінінгові (або фільтраційні) питання.
- Легкі (розігрівальні, мотиваційні) питання.
- Питання щодо віку та статі.
- Логічний порядок — від загального до специфічного.
- Решта демографічних та персональних питання — наприкінці[3].